# نادي ألدرشوت
نادي ألدرشوت هو نادي كرة قدم بريطاني أٌسس عام 1926.